# Ebenezer Akinsanmiro
Ebenezer Akinsanmiro, né le 25 novembre 2004, est un footballeur nigérian qui joue au poste de milieu de terrain a l'Inter Milan.

## Biographie

### Carrière en club
Ebenezer Akinsanmiro est formé par le Remo Stars, où il commence sa carrière professionnelle en deuxième division nigériane, avant de découvrir le championnat du Nigeria lors de la saison 2021-2022 puis 2022-2023,.
En janvier 2023, il est transféré à l'Inter Milan en championnat d'Italie,,. Il venait alors d'impressionner au Tournoi de Viareggio, où son équipe nigériane atteint la finale avant de s'incliner contre Sassuolo,.
Il intègre l'effectif professionnel milanais dès la fin de saison, figurant notamment sur le banc lors de la victoire des siens en Coupe d'Italie, contre la Fiorentina,.
Il fait ses débuts en équipe première le 25 février 2024, remplaçant Davide Frattesi lors d'une victoire 4-0 en championnat contre l'US Lecce,,,,.
Akinsanmiro est ainsi sacré champion d'Italie lors de la saison 2023-2024,.

## Palmarès
Inter Milan
- Championnat d'Italie
  - Champion en 2023-24